# Arondismentul Thann-Guebwiller
Arondismentul Thann-Guebwiller (în franceză Arrondissement de Thann-Guebwiller) este un arondisment din departamentul Haut-Rhin, regiunea Alsacia, Franța.
Înainte de 1 ianuarie 2015 a fost cunoscut ca Arondismentul Thann.

## Componență

### Cantoane
- Cernay
- Ensisheim (parțial)
- Guebwiller
- Masevaux (parțial)
- Wintzenheim (parțial)

### Comune
Comunele din arondismentul Thann-Guebwiller are:
1. Aspach-le-Bas
2. Aspach-le-Haut
3. Bergholtz
4. Bergholtzzell
5. Biltzheim
6. Bitschwiller-lès-Thann
7. Blodelsheim
8. Bourbach-le-Bas
9. Bourbach-le-Haut
10. Buhl
11. Burnhaupt-le-Bas
12. Burnhaupt-le-Haut
13. Cernay
14. Dolleren
15. Ensisheim
16. Fellering
17. Fessenheim
18. Geishouse
19. Goldbach-Altenbach
20. Gueberschwihr
21. Guebwiller
22. Guewenheim
23. Gundolsheim
24. Hartmannswiller
25. Hattstatt
26. Hirtzfelden
27. Husseren-Wesserling
28. Issenheim
29. Jungholtz
30. Kirchberg
31. Kruth
32. Lautenbach
33. Lautenbachzell
34. Lauw
35. Leimbach
36. Linthal
37. Malmerspach
38. Masevaux
39. Merxheim
40. Meyenheim
41. Michelbach
42. Mitzach
43. Mollau
44. Moosch
45. Mortzwiller
46. Munchhouse
47. Munwiller
48. Murbach
49. Niederbruck
50. Niederentzen
51. Niederhergheim
52. Oberbruck
53. Oberentzen
54. Oberhergheim
55. Oderen
56. Orschwihr
57. Osenbach
58. Pfaffenheim
59. Raedersheim
60. Rammersmatt
61. Ranspach
62. Réguisheim
63. Rimbach-près-Guebwiller
64. Rimbach-près-Masevaux
65. Rimbachzell
66. Roderen
67. Roggenhouse
68. Rouffach
69. Rumersheim-le-Haut
70. Rustenhart
71. Saint-Amarin
72. Schweighouse-Thann
73. Sentheim
74. Sewen
75. Sickert
76. Soppe-le-Bas
77. Soppe-le-Haut
78. Soultz-Haut-Rhin
79. Soultzmatt
80. Steinbach
81. Storckensohn
82. Thann
83. Uffholtz
84. Urbès
85. Vieux-Thann
86. Wattwiller
87. Wegscheid
88. Westhalten
89. Wildenstein
90. Willer-sur-Thur
91. Wuenheim